# Templo de Ximing (Xian)
O Templo de Ximing é um templo localizado em Xian, Shaanxi da República Popular da China. Chang'an, atual dia Xi'an, era o terminal oriental da Rota da Seda e uma metrópole cosmopolita. A Ximing foi fundada por Tang Gaozong em 656. Originalmente, era a residência privada de Yang Su na Dinastia Sui, mas foi convertida em templo no terceiro ano de Xianqing (658) na Dinastia Tang.